# GS Iglesias Calcio
L'Associazione Sportiva Dilettantistica GS Iglesias Calcio, nota storicamente come Monteponi Iglesias, è una società calcistica italiana con sede nella città di Iglesias, attualmente militante nel campionato di Eccellenza Sardegna.

## Storia

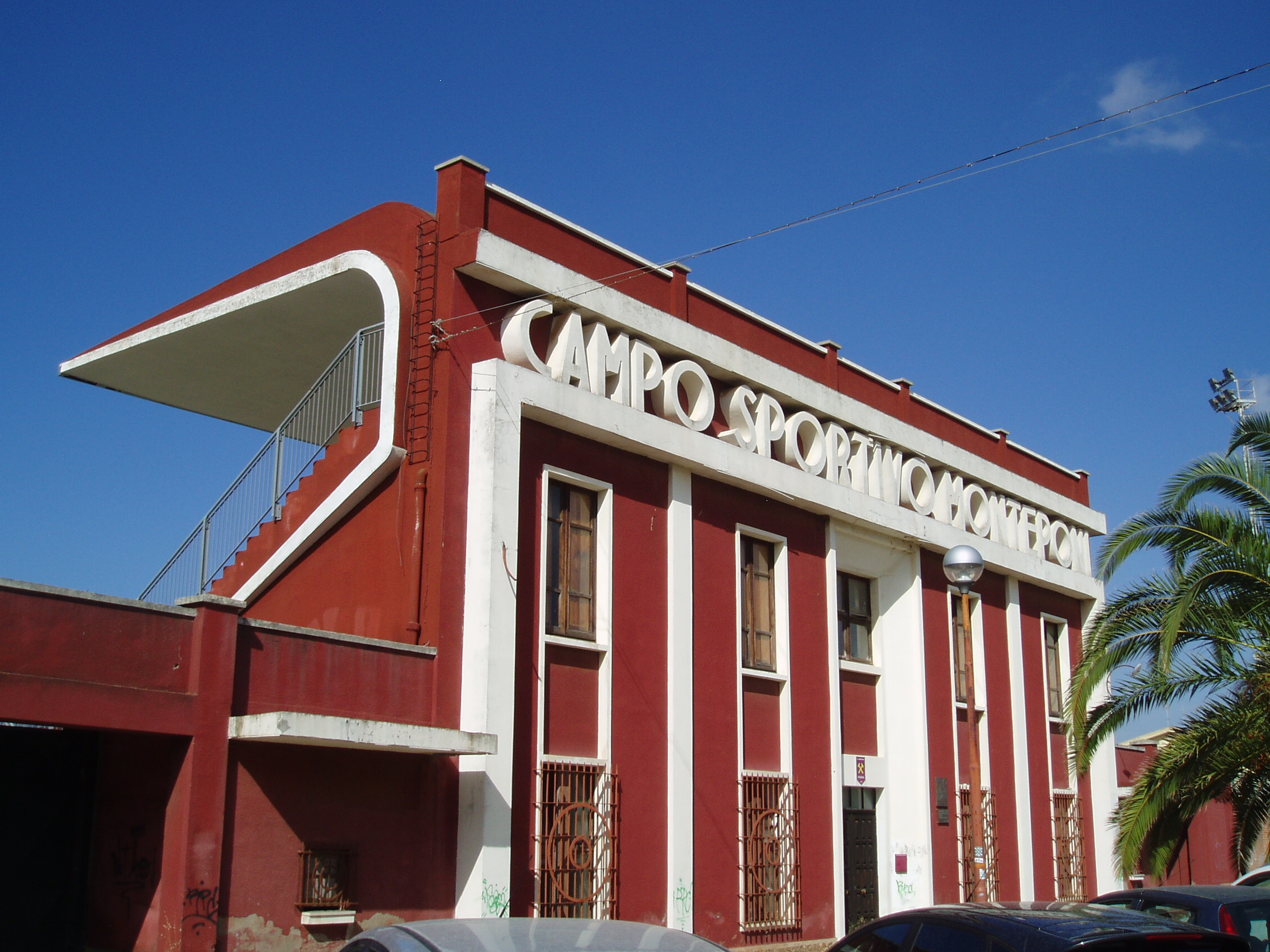
Facciata esterna del Campo Sportivo Monteponi, impianto casalingo dei minerari, nel centro storico di Iglesias.

Il Gruppo Sportivo Monteponi è sorto come continuatore dell'attività semisportiva svolta fino ad allora dall'Associazione "Santa Barbara", un'associazione fondata all'inizio del 1923 per organizzare le feste in onore della patrona dei minatori, e nel cui programma erano comprese manifestazioni a carattere competitivo, spettacolare e folkloristico, quali le corse dei cavalli a pariglia, degli asinelli, corse nei sacchi, gare ciclistiche e di podismo, l'albero della cuccagna, i tornei di carta forbici sasso, i fuochi artificiali ecc.
Come primo presidente dell'Associazione Santa Barbara venne nominato l'ing. Andrea Binetti e come segretario il sig. Francesco Wuerth.
Nell'intento di dare un carattere continuativo alle manifestazioni sportive e contemporaneamente nell'intento di offrire possibilità di svago alla gioventù, agli sportivi locali e alle maestranze delle miniere, fu fondato nel quadro dell'Associazione Santa Barbara, verso la fine del 1925, il "Gruppo Sportivo Monteponi" alla cui presidenza fu confermato Andrea Binetti, e come segretario Francesco Wuerth.
Ma per giocare al calcio e fare dell'atletica era necessario avere del terreno adatto, sul quale costruire un campo sportivo a dimensioni regolamentari e, ad Iglesias data l'anfrattuosità del terreno, non ve ne erano disponibili nelle immediate vicinanze.
Su richiesta dell'Associazione Santa Barbara, la Società di Monteponi diede il suo benestare per la costruzione sul proprio terreno presso le "Case Operaie" di Via Cattaneo, di un campo sportivo che fu realizzato scavando nella roccia e su un terreno a pendio.
Sotto la pressione di dirigenti sportivi si costruì tra la fine del 1925 e l'inizio del 1926 un campo in terra battuta con fondo duro, che permise la realizzazione del campo di calcio di dimensioni minime, ma corrispondenti ai regolamenti della F.I.G.C., campo di calcio che venne successivamente recintato e provvisto di una tribuna. Gli spogliatoi invece vennero allestiti in una delle Case Operaie contigue al campo sportivo.
Alle partite di calcio si alternarono altre gare sportive, quali gare di podismo, corsa a piedi, corse in bicicletta ecc. Gli atleti iglesienti presero parte a diversi campionati sardi.
Per i centri minori della zona iglesiente furono organizzate manifestazioni di sana propaganda sportiva, includendo nei programmi gare di altre discipline sportive, in località come Buggerru, Portoscuso, Gonnesa, la Miniera di S.Giovanni, Carloforte, Domusnovas, S.Antioco ecc.
Molti furono i giovani delle miniere di Campopisano e Monteponi che si cimentarono nel nuovo campo sportivo, che venne inaugurato il 20 giugno 1948 in sostituzione del vecchio campo di Via Cattaneo, con una partita amichevole tra una rappresentativa mista di Monteponi e Fersulcis e Carbonia terminata con il risultato di 1 a 1.
La Monteponi partecipò a sette campionati consecutivi di IV Serie fra il 1952 ed il 1959, a cui seguirono degli anni più difficili.
Ritornata nei semiprofessionisti (Serie D) nel 1969 retrocedette subito, per poi ritornare in Serie D nel 1972 e rimanerci per dieci stagioni consecutive, fino alla stagione 1981-1982, nella quale arrivò 16ª nel Campionato Interregionale e venne retrocessa. Riuscì ancora a giocare in Campionato Interregionale durante la stagione 1988-1989, e nel Campionato Nazionale Dilettanti nella stagione 1993-1994: in entrambe le stagioni l'esperienza durò un solo anno.
Seguirono poi, a partire dalla stagione 1994-1995, dieci stagioni consecutive nel campionato di Eccellenza regionale, fra le quali sono da segnalare le stagioni 1994-1995, 1995-1996 e 2001-2002 che la portano ad affrontare gli spareggi nazionali per la promozione al Campionato Nazionale Dilettanti.
Nella stagione 2001-2002, la partita di andata giocata in casa contro la Sangiustese vide gli iglesienti vittime di un errore arbitrale, cioè la mancata espulsione di un avversario per doppia ammonizione, avversario che poi riuscì anche a marcare una rete. La Monteponi fece ricorso, ma la FIGC lo respinse per inammissibilità della prova TV e la partita fu considerata valida.
Seguono anni che vedono tre retrocessioni in quattro stagioni, facendo ritorno in Promozione regionale nel campionato 2008-2009. Da segnalarsi la vittoria nel Campionato Regionale Juniores nella stagione 2003-2004. Le finali nazionali a cui partecipa la compagine rossoblù terminano però al primo turno, con la doppia sconfitta contro i futuri campioni nazionali del Tor Di Quinto (1-4 e 2-0).
Al termine del campionato di Promozione 2009-2010 la squadra retrocede poi in Prima Categoria. Dopo due quarti posti e un quinto posto nel girone B di Prima Categoria, il presidente Marco Pintus si dimette e il nuovo consiglio direttivo elegge Sandro Foti nuovo numero uno del sodalizio. Viene confermato Direttore Generale Stefano Canu. La stagione 2013-2014 regala la promozione nel campionato di Promozione dopo essersi classificati al primo posto nel girone B sardo di Prima Categoria.
Nella stagione 2021-2022, la squadra vince il girone A del campionato di Promozione, ritornando così nel massimo campionato regionale dopo un'assenza di sedici anni.

## Palmarès

### Competizioni regionali
- Eccellenza: 1

1992-1993
- Promozione: 5

1968-1969, 1971-1972, 1987-1988 (girone A), 2004-2005 (girone A), 2021-2022 (girone A)
- Campionato Interregionale: 1

1951-1952 (girone I)
- Prima Categoria: 2

1985-1986 (girone A), 2013-2014 (girone B)
- Campionato italiano di terza divisione: 2

1928-1929, 1933-1934